# Luis Héctor Villalba
Luis Héctor Villalba (Buenos Aires, 11. listopada 1934.), je argentinski rimokatolički kardinal i nadbiskup emeritus Tucumána.

## Životopis
Luis Héctor Villalba je rođen u Buenos Airesu, 11. listopada 1934. godine. Quarracino je zaređen za svećenika 24. rujna 1960. godine. Godine 1961. je dobio licencijat iz teologije i crkvene povijesti na Papinskom sveučilištu Gregoriana. Imenovan je pomoćnim biskupom biskupije Buenos Aires i naslovnim biskupom Aufiniuma, 20. listopada 1984. Za biskupa Aufiniuma je posvećen 22. prosinca 1984.
16. srpnja 1991. imenovan je za biskupa San Martína te ustoličen 26. listopada iste godine. Dana 8. srpnja 1999. postaje nadbiskupom Tucumána te je posvećen 17. rujna iste godine. 10. lipnja 2011. se umirovljuje na položaju nadbiskupa Tucumána.
Papa Franjo ga je na konzistoriju, 14. veljače 2015., imenovao kardinalom. Na toj ceremoniji dodijeljena mu je naslovna crkva San Girolamo a Corviale. Za svoje geslo ima Apostol Isusa Krista (lat. Apostolus autem Jesu Christi).

## Vanjske poveznice
- (engl.) Luis Héctor Villalba na catholic-hierarchy.org